# Theodor Geyr von Schweppenburg
Theodor Johann Jacob Freiherr Geyr von Schweppenburg (* 28. September 1806 in Köln; † 3. Juli 1882 in Aachen) war Beigeordneter Bürgermeister der Stadt Aachen und Mitglied des Preußischen Herrenhauses.

## Leben und Wirken
Der Sohn des Rittergutsbesitzers Maximilian Freiherr Geyr von Schweppenburg (1771–1856) und der Clementine Auguste Henrike van Wassenaar (1784–1854) sowie Enkel des Aachener Vogtmajors Rudolf Constantin Freiherr Geyr von Schweppenburg (1735–1795) diente zunächst als Offizier in der preußischen Armee. Im Jahr 1833 nahm er seinen Abschied und verwaltete die an ihn übertragenen Rittergüter und übernahm zusätzlich zahlreiche öffentliche Ämter. So gehörte von Schweppenburg ab 1839 dem Stadtrat der Stadt Aachen an und war ebenfalls bis 1848 Oberst der Bürgerwehr. Im Jahr 1846 berief ihn Edmund Emundts zum Präsidenten der Armen-Verwaltungs-Kommission, einer selbstständigen Behörde in direktem Zuständigkeitsbereich des Oberbürgermeisters. Ein Jahr später gehörte von Schweppenburg zu den Gründungsmitgliedern des Karlsvereins zur Restauration des Aachener Münsters, welcher sich bis heute für die Sanierung und Restauration des Aachener Doms einsetzt. Schließlich wurde von Schweppenburg ab 1871 zum Beigeordneten Bürgermeister der Stadt Aachen gewählt und er übte dieses Amt bis zu seinem Tode aus.
Darüber hinaus vertrat von Schweppenburg im Rang eines königlichen Kammerherrn die Stadt Aachen im preußischen Herrenhaus und als Vizemarschall im Provinziallandtag der Rheinprovinz.
Theodor Freiherr Geyr von Schweppenburg war verheiratet mit Clementine Ottilie Hubertine von Strauch (1809–1893), Tochter des Landrates Karl Rudolf von Strauch, die Ehe blieb allerdings kinderlos. Die Eheleute fanden ihre letzte Ruhestätte auf dem Aachener Ostfriedhof.